# Réunification de la Chine
Ne doit pas être confondu avec Réunification chinoise de 1928.
La réunification de la Chine, aussi formulé unification de la Chine (chinois simplifié : 中国统一 ; chinois traditionnel : 中國統一 ; pinyin : Zhōngguó tǒngyī ) est une doctrine politique gouvernementale de la République populaire de Chine  relative à la question du rattachement de Taïwan à la Chine continentale, mais aussi de justification des rattachements passés des territoires de Macao en 1999, de Hong Kong rétrocédé en 1997 et du Tibet annexé en 1951.

## Unification à travers le détroit
L'expression (ré-)unification à travers le détroit fait référence plus explicitement au rattachement de la République de Taïwan à la République populaire de Chine.

## Causes

### Arguments historiques

#### Extension maximale de l'empire de Chine
L'unification peut être vu comme une restauration des frontières de la Chine impériale à l'apogée de son extension géographique.

#### Une promesse du Parti communiste chinois
Dans un discours prononcé lors du centenaire du Parti communiste chinois, Xi Jinping déclare :

« ... Résoudre la question de Taïwan et réaliser la réunification complète de la Chine est une mission historique et un engagement inébranlable du Parti communiste chinois. ... »